# Billy Kenneally
William „Billy“ Kenneally (irisch Liam Ó Cinnfhaolaidh; * 12. Oktober 1925 in County Waterford; † 26. August 2009 im County Waterford) war ein irischer Politiker der Fianna Fáil, der zwischen 1965 und 1982 Teachta Dála (Abgeordneter) des Unterhauses (Dáil Éireann) und von 1982 bis 1983 Mitglied des Seanad Éireann war.

## Leben
Kenneally trat als Kandidat der Fianna Fáil bei den Wahlen vom 4. Oktober 1961 im Wahlkreis Waterford ohne Erfolg für ein Mandat im Dáil Éireann an. Bei den Wahlen vom 7. April 1965 wurde er erstmals zum Mitglied des Dáil Éireann gewählt. Er wurde bei den Wahlen 1969, 1973, 1977 und 1981 wiedergewählt. Bei den Wahlen im Februar 1982 verlor er seinen Sitz, wurde aber über die Verwaltungsliste in den Seanad Éireann gewählt.
Er war Mitglied des Waterford City Council und in den 1970er und 1980er Jahren Bürgermeister (Mayor) von Waterford.
Kenneallys Vater William Kenneally war bereits Abgeordneter von 1952 bis 1961 und auch sein Sohn Brendan Kenneally war politisch in den 1990er und 2000er Jahren aktiv.